# 红鞋男子
《红鞋男子》（英語：The Man with One Red Shoe）是一部上映于1985年的美国喜劇電影，由斯坦·德拉戈蒂执导，汤姆·汉克斯和達布尼·柯曼主演。这部电影是1972年由皮埃尔·理查德和米瑞尔·达克主演的法国电影《金发大个子》的翻拍。

## 演员
- 汤姆·汉克斯 – Richard Drew
- 達布尼·柯曼 – Burton Cooper
- Lori Singer – Maddy
- 查理士·邓宁 – Ross
- 嘉莉·費雪 – Paula
- 吉姆·貝魯什 – Morris
- Edward Herrmann – Brown
- David Ogden Stiers - Orchestra Conductor
- Irving Metzman – Virdon
- Tom Noonan – Reese
- Gerrit Graham – Carson
- David L. Lander – Stemple
- Art LaFleur  – CIA Agent

## 上映
这部电影的票房令人失望，是一个票房炸弹。1985年7月，20世纪福克斯公司发行了这部电影。该片上映首周末的票房收入仅为8,645,411美元。